# Ipotrocoide

La curva rossa è un'ipotrocoide disegnata facendo ruotare il cerchio nero, più piccolo, dentro il cerchio blu, più grande (i parametri sono R = 5, r = 3, d = 5).

L'ellisse (disegnata in rosso) può essere espressa come un caso speciale di un'ipotrocoide dove R = 2r; nell'immagine, R = 10, r = 5, d = 1.

In geometria, un'ipotrocoide è una rulletta ottenibile come curva tracciata da un punto fissato ad un cerchio {\displaystyle c} di raggio {\displaystyle r} e posto a una distanza {\displaystyle d} dal centro (del cerchio {\displaystyle c}): quando {\displaystyle c} ruota all'interno di un cerchio più grande, di raggio {\displaystyle R,} traccia l'ipotrocoide.
Un'ipotrocoide si può individuare con il seguente sistema di equazioni parametriche:
{\displaystyle {\begin{cases}x(\phi )=(R-r)\cos \phi +d\cos \left({R-r \over r}\phi \right)\\y(\phi )=(R-r)\sin \phi -d\sin \left({R-r \over r}\phi \right).\end{cases}}}
L'equazione polare di un'ipotrocoide è
{\displaystyle \rho (\phi )^{2}=(R-r)^{2}+2d(R-r)\cos \left({R \over r}\phi \right)+d^{2},}
dove {\displaystyle \phi } non è l'angolo polare {\displaystyle \theta ,} ma, quando {\displaystyle x\neq 0,} le due variabili sono legate dalla relazione:
{\displaystyle \tan \theta ={\frac {y}{x}}={\frac {(R-r)\sin \phi -d\sin \left({\frac {R-r}{r}}\phi \right)}{(R-r)\cos \phi +d\cos \left({\frac {R-r}{r}}\phi \right)}}.}
Tra i casi speciali di ipotrocoide vi sono l'ipocicloide, relativa a {\displaystyle d=r,} e l'ellisse, ottenuta quando {\displaystyle R=2r.}
Le ipotrocoidi, così come le epitrocoidi, possono essere tracciate materialmente da una apparecchiatura chiamata spirografo.